# Поваров, Леонард Сергеевич
Леонард Сергеевич Поваров (20 февраля 1926 — 19 июля 2002, Москва, СССР) – русский советский химик-органик, доктор химических наук (1965), известен в научном мире, в частности, открытием (совм. с сотрудниками по ИОХ АН СССР) реакции, получившей его имя (Реакция Поварова).

## Биография
Леонард Сергеевич Поваров родился 20 февраля 1926 года. По некоторым данным окончил Химический факультет МГУ. После этого поступил на работу в Институт нефти АН СССР, где в 1955 году защитил диссертацию на тему
«Синтез и свойства кремнийорганических соединений с силоксаноуглеродными, силазиноуглеродными и силтианоуглеродными звеньями» на учёную степень кандидата химических наук.
Позже переходит на службу в ИОХ АН СССР по отделению академика Н.Д. Зелинского, где в 1955 году защитил диссертацию на тему 
«Реакции ненасыщенных эфиров с производными карбонильных соединений» на учёную степень доктора химических наук.
В 1962 году совместно с сотрудниками по ИОХ  открыл реакцию, получившую его имя (Реакция Поварова). По сию пору это открытие сохраняет как теоретическое значение, так и имеет целый ряд прикладных применений. 
В изданной в 1996 году статье указывается, что на то время он трудился в НИИ по изысканию новых антибиотиков им. Г.Ф. Гаузе РАМН.
Скончался 19 июля 2002 года и был упокоен на Введенском кладбище города Москвы.

## Из библиографии

### Диссертации
- Поваров, Леонард Сергеевич. Синтез и свойства кремнийорганических соединений с силоксаноуглеродными, силазиноуглеродными и силтианоуглеродными звеньями : дис. ... канд. хим. наук : 02.00.00. / Акад. наук СССР. Ин-т нефти. - Москва, 1955. - 193 с. : ил.
- Поваров, Леонард Сергеевич. Реакции ненасыщенных эфиров с производными карбонильных соединений : дис. ... докт. хим. наук : 02.00.00. / АН СССР. Ин-т органич. химии им. Н. Д. Зелинского.  - Москва, 1965. - 388 с. : ил.[3]